# Corigența domnului profesor
Corigența domnului profesor este un film românesc din 1966 regizat de Haralambie Boroș. Rolurile principale au fost interpretate de actorii Marcel Anghelescu, Ion Manu, Jules Cazaban, Silvia Fulda și Alexandru Giugaru.

## Distribuție
Distribuția filmului este alcătuită din:
- Marcel Anghelescu — prof.dr. Andrei Mureșanu, profesor de istorie la un liceu din Brașov
- Ion Manu — șeful Percepției I a Administrației Financiare
- Jules Cazaban — dr. Müller, directorul Clinicii de Neuro-Psihiatrie
- Silvia Fulda — dna Bonciu, mama Olimpiei, soacra văduvă a prof. Mureșanu
- Alexandru Giugaru — plutonierul major Vasile Alexandru, comandantul unei companii, proprietarul a două bivolițe
- Rodica Daminescu — Olimpia, fiica dnei Bonciu, soția prof. Mureșanu
- Grigore Vasiliu-Birlic — Popescu, funcționarul corupt de la Percepție (menționat Grigore Vasiliu Birlic)
- Isabela Gabor — domnișoara Sever, funcționară la Percepție, mătușa elevului Mirciulică Sever
- Haralambie Boroș — comisarul, șeful secției de poliție a cartierului
- Vasile Tomazian — Vasile, sergentul de poliție
- Mircea Constantinescu — Buzdugan, profesorul de educație fizică
- Puiu Călinescu — nebunul legat la cap care se crede catedrală
- Tudorel Popa — Vladu, nebunul care calculează cantitatea de aer de pe pământ
- Horia Căciulescu — nebunul erou
- Mircea Crișan — profesorul de zoologie
- Dem Rădulescu — Ilie Gogu, proprietarul unei măcelării
- Toma Caragiu — trăgătorul la țintă de la circ
- Ștefan Niculescu-Cadet — avocatul prof. Mureșanu (menționat Niculescu Cadet)
- Ștefan Mihăilescu-Brăila — dl Mitu, negustorul de vite (menționat Ștefan Mihăilescu Brăila)
- Draga Olteanu-Matei — soția plutonierului Vasile Alexandru (menționată Draga Olteanu)
- Alexandru Bursan — directorul liceului din Brașov
- Nae Ștefănescu
- George Aurelian — casierul de la Percepție
- Irina Măndescu
- Coty Hociung — funcționar de la Secția Gospodari Mici
- Gheorghe Cărare
- Gheorghe Gîmă
- Nutzi Pantazi (menționată Nuțy Pantazi)
- Ion Pogonat
- Arcadie Donos — inspectorul șef al Administrației Financiare
- Octavian Șendrea
- Paul Zbrențea
- Izabela Stănescu
- Crina Țuțuianu
- Ion Luican — cântărețul de la restaurantul de cartier
- Nicușor Predescu — violonistul
- Radu Beligan — naratorul (nemenționat)
- Nae Roman — conul Barbu, petentul care-l mituiește pe Popescu (nemenționat)

## Producție
A participat la realizarea filmului colectivul de balet al Teatrului de Operetă, care i-a avut ca solistă pe Andreea Constantinescu și ca maestră de balet pe Elena Penescu-Liciu.

## Primire
Filmul a fost vizionat de 1.032.791 de spectatori în cinematografele din România, după cum atestă o situație a numărului de spectatori înregistrat de filmele românești de la data premierei și până la data de 31 decembrie 2014 alcătuită de Centrul Național al Cinematografiei.